# Marcel Vallat
Marcel Vallat (né le 1er juillet 1898 à Charmont-sous-Barbuise (Aube), décédé le 31 mai 1986 à Troyes, inhumé à Charmont-sous-Barbuise dans le département de l'Aube en France). Contrôleur civil du Maroc, ministre plénipotentiaire, préfet de première classe.

## Biographie
Fils de Louis-Ferdinand Vallat (1871-1919) et de Louise-Eugénie Périnet (1878-1963), il s'unit à Solange Ponty (1908-1989) avec laquelle il a trois enfants.
Ses études au lycée de Troyes, puis Lakanal (Sceaux) sont interrompues par la guerre de 1914-1918. Mobilisé dans l'artillerie, il est blessé à Verdun. Sa licence de lettres achevée, il apprend l'arabe, et sort diplômé de l'Ecole des langues orientales. En 1923, pendant la guerre du Rif, il est professeur au Collège musulman de Fès. 
Il réussit en 1926 le concours de contrôleur civil au Maroc. 
Une première nomination en 1931 à Mechra Bel Ksiri lui permet de découvrir, dans le bled (le Gharb), la vie, les coutumes d'un pays dur et attachant. 
Nommé en 1935 à Rabat à la direction des affaires chérifiennes, il se familiarise avec le fonctionnement du Maghzen. 
Pendant toute sa carrière, il fréquentera les notabilités, caïds, pachas, intellectuels marocains, avec qui il collaborera au maintien de la paix et au développement du territoire. 
Ses gendres, Claude Dallier, contrôleur civil, et Jean Bernhardt, officier des affaires indigènes, travailleront sous ses ordres. 
Alors que la France subit la guerre et l'occupation, il est promu, en 1939, chef de région de Meknès. 
Pendant une période troublée, marquée principalement par le débarquement américain en Afrique du Nord, il est chargé de diverses missions comme celle de chef de région de Tunis en 1942 (puis affectation à Alger). 
Il assiste ainsi à la Conférence de Brazzaville. 
Rentré à Rabat en 1944, comme chef de région, il est en 1948, Directeur de l'Intérieur, bras droit du Résident le Général Alphonse Juin. 
Il est, en 1953, avec le Pacha de Marrakech, Thami El Glaoui, l'artisan de la déposition du Sultan Mohammed ben Youssef - Mohammed V du Maroc - et de son remplacement sur le trône marocain par Mohammed Ibn Arafa, plus favorable à la présence française. 
S'opposant aux nationalistes, en particulier l'Istiqlal, aux influences étrangères et aux transactions métropolitaines, il ne peut empêcher le retour de l'ancien sultan, évènement qui aboutira, en 1956, à l'indépendance du Maroc. 
Il prend sa retraite à Paris, puis se retire définitivement de la vie publique dans son village de Charmont-sous-Barbuise, où il meurt en 1986.

## Sources
- Jacques Vallat : pour l'intégralité des notes
- Naissance, décès : Solange Ponty
- Inhumation : Françoise Pillot-Sassinot